# Chlorocyphidae
Chlorocyphidae là một họ chuồn chuồn kim. Chúng thường được tìm thấy ở châu Phi và châu Á.

## Hình ảnh

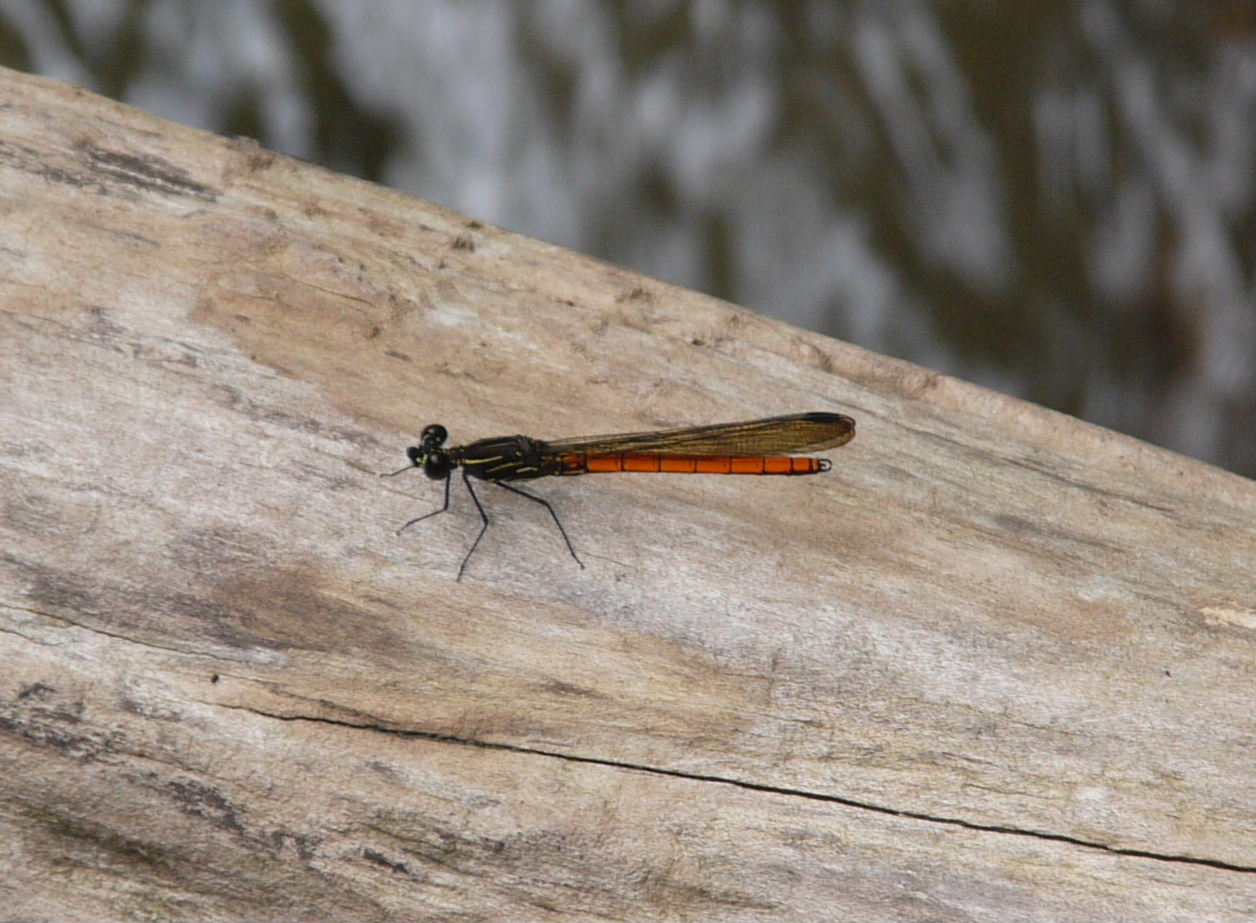
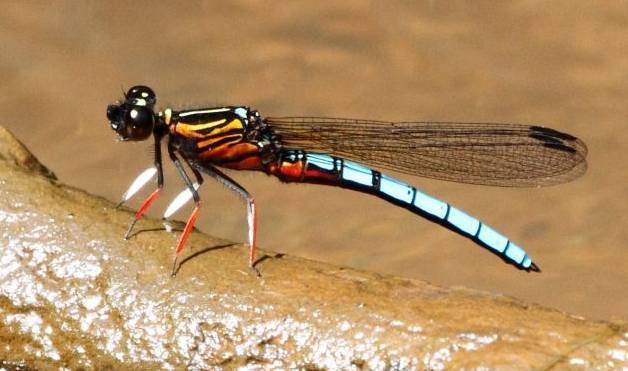